# 飯田トキワ劇場
飯田トキワ劇場（いいだトキワげきじょう）は、長野県飯田市にある映画館。1・2・3の3スクリーンを有する。戦前の1938年（昭和13年）に劇場の大松座として開館し、1947年（昭和22年）4月20日の飯田大火で焼失したが、1948年（昭和23年）12月12日に映画館の常盤劇場（ときわげきじょう）として再開館した。平日は年配者が多いが、休日は一定数の若者が見られる。

## 沿革
- 1938年：大松座として設立
- 1947年4月20日：飯田大火により焼失
- 1948年12月12日：常盤劇場として再開業
- 1970年：2スクリーン化[1]
- 1987年：改築[1]
- 2003年：3スクリーン化

## 歴史

### 飯田の劇場史
下伊那郡では江戸時代から人形芝居や地芝居が盛んだった。1899年（明治32年）には羽場坂の歌舞伎座のこけら落としに尾上菊五郎 (5代目)一派が、主税町の曙座の改築記念興行に大阪の市川左團次 (初代)が訪れており、どちらも連日満員の客入りだった。1915年（大正4年）には松井須磨子や島村抱月らの一行が飯田を訪れており、抱月は「糸の都、芝居の王国、飯田の皆さん」と挨拶している。
1927年（昭和2年）11月にはトーキー映画が飯田で初上映され、戦前の飯田市には帝国館や大松座など多くの映画館があった。1938年（昭和13年）には劇場の大松座が開館した。

### 映画黄金期
| 伊那地方の映画館（1960年） | 伊那地方の映画館（1960年） | 伊那地方の映画館（1960年） | 伊那地方の映画館（1960年） |
| -------------------------- | -------------------------- | -------------------------- | -------------------------- |
| 上伊那 地域                | 伊那旭座（伊那市）         | 飯伊 地域                  | 常盤劇場（飯田市）         |
| 上伊那 地域                | 伊那電気館（伊那市）       | 飯伊 地域                  | 銀星会館（飯田市）         |
| 上伊那 地域                | 伊那中央劇場（伊那市）     | 飯伊 地域                  | 飯田東映中劇（飯田市）     |
| 上伊那 地域                | アカホ映画劇場（駒ヶ根市） | 飯伊 地域                  | 飯田松竹劇場（飯田市）     |
| 上伊那 地域                | 赤穂キネマ（駒ヶ根市）     | 飯伊 地域                  | 松川文化会館（松川町）     |
| 上伊那 地域                | 赤穂銀映（駒ヶ根市）       | 飯伊 地域                  | 阿島文化会館（喬木村）     |
| 上伊那 地域                | 辰野劇場（辰野町）         | 飯伊 地域                  | 満島劇場（平岡町）         |
| 上伊那 地域                | 松島映画劇場（中箕輪町）   | 飯伊 地域                  | 森盛会館（根羽村）         |
| 上伊那 地域                | 高遠文化会館（高遠町）     | 飯伊 地域                  |                            |

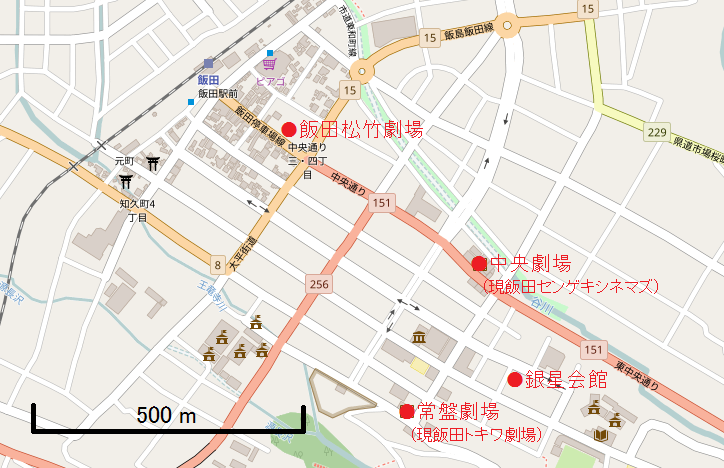
映画最盛期における飯田市の映画館

1947年（昭和22年）4月20日の飯田大火では大松座や遊楽館なども含めて飯田市街地の大半が焼失した。1948年（昭和23年）12月12日には大松座跡地から道路を隔てた現在地に映画館の常盤劇場として開館。木造2階建の常盤劇場の座席数は1,000席を超え、長野県で五指に入る大劇場だった。1949年（昭和24年）10月には主税町3丁目に洋画専門館の銀星会館が開館している。1950年（昭和25年）頃からは映画専門館となり、それまでの大映と新東宝に日活作品も加わった。映写室には3人の映写技師が常駐しており、自転車置き場には自転車番も雇っていたという。
1951年（昭和26年）3月5日には中央劇場も、1958年（昭和33年）9月3日には飯田松竹劇場（後の飯田日活劇場）も開館しており、戦後から昭和30年代にかけて、映画は飯田市民の庶民的な娯楽として人気を集めた。1958年には映画月刊誌『飯田 映画ノート』が創刊されており、飯田市内の映画館の上映作品や詳しい解説などを掲載した。日本の映画館数がピークに達した1960年（昭和35年）版の『全国映画館録』によると、同時期の伊那地方には17館の映画館があり、飯田市には常盤劇場、飯田東映中劇、銀星会館、飯田松竹劇場の4館があった。映画黄金期の常盤劇場の経営者は、アカホ映画劇場（駒ヶ根市）、赤穂キネマ（駒ヶ根市）、赤穂銀映（駒ヶ根市）、松川文化会館（松川町）、阿島文化会館（喬木村）も経営していた。
1970年（昭和45年）には250席の飯田常盤劇場1号館と150席の飯田トキワ劇場2号館に改造し、座席数の多い単独館から2スクリーン化を果たした。1980年（昭和55年）の『映画館名簿』によると、同時期の長野県には51館の映画館があり、飯田市には飯田常盤劇場1号館・飯田常盤劇場2号館、飯田中央劇場・飯田名画座の2施設4館があった。180席の1号館では東宝作品を上映し、150席の2号館では洋画を上映していた。1987年（昭和62年）には改築を行って現在の建物となった。当初は165席の1号館のみを使用しており、他の部分はテナントとして貸していたが、やがて2館体制となった。

### 近年のあゆみ

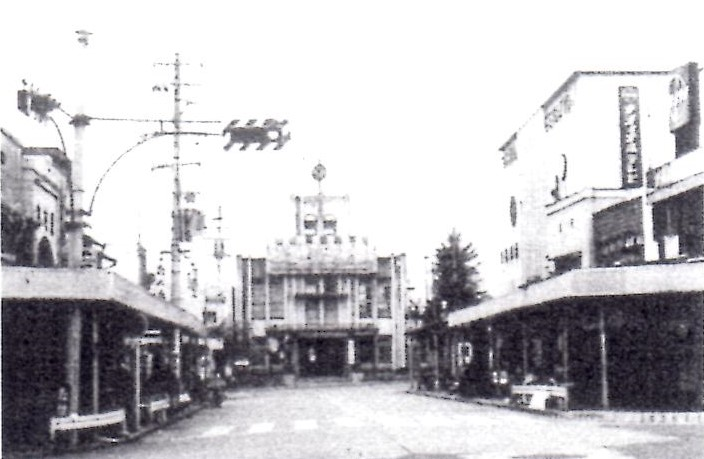
常盤劇場（右）と復興記念館（中央奥）

飯田常盤劇場は1990年代末以降に飯田トキワ劇場1・2に改称した。1997年（平成9年）末に公開された『タイタニック』（ジェームズ・キャメロン監督）の公開開始当初はさほど客入りがよくなかったが、1998年（平成10年）2月以降は平日もすべての回で満席になるほどの盛況ぶりで、結局は1年以上に渡って上映をつづけた。2002年（平成14年）10月から11月に上映した『阿弥陀堂だより』（小泉堯史監督）は北信の飯山市を舞台にしている。トキワ劇場では上映開始1か月で千数百人を集め、全国4位の興行成績を記録した。2003年（平成15年）7月12日には3スクリーン目として3号館を新設した。3号館は55m2で30席のこじんまりとした館であり、長野県松本深志高等学校を題材とした『さよなら、クロ』（松岡錠司監督）が初上映作品となった。
2003年10月11日には映画館転身65周年を記念して、映画評論家のおすぎを招いたトークイベント「おすぎのおしゃべり映画館」を開催した。トキワ劇場とつながりの深い三重県の映画館を通じておすぎの招聘が実現。おすぎが飯田市を訪れるのは初めてだといい、「地方でも個人でこれだけ頑張っている。もっと映画館に足を運んで映画を見て」などと熱っぽく語った。2004年（平成16年）10月22日にもおすぎを招いて再び「おすぎのおしゃべり映画館」を開催し、おすぎお勧めの『蕨野考』（恩地日出夫監督）を上映した。

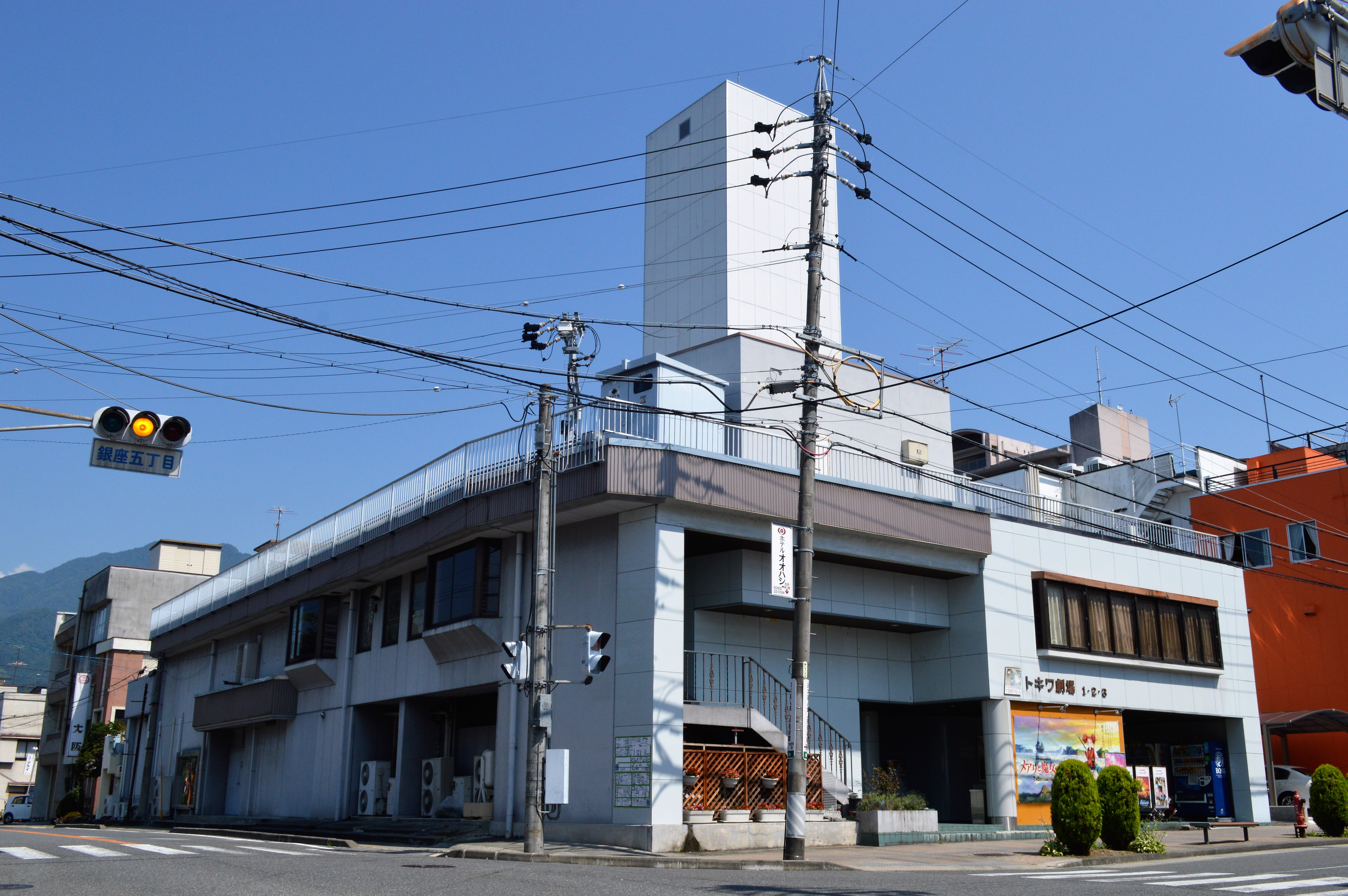
銀座5丁目交差点と飯田トキワ劇場

2005年（平成17年）2月にはアフガニスタンのタリバン政権時代を描いた『アフガン零年』を上映し、売り上げの一部をスマトラ沖地震被災地のために国連児童基金（ユニセフ）に寄付した。2007年（平成19年）1月2日・3日、飯田商工会議所と飯田市商店街連合会は、バスで飯田市中心市街地を訪れた人に500円分の映画館入場料割引券を配布する取り組みを行った。中心市街地の賑わい復活を目的としており、割引券は飯田トキワ劇場と飯田センゲキシネマズで使用できる。
2010年（平成22年）には第33回日本アカデミー賞を受賞した『沈まぬ太陽』を上映し、2月14日には撮影を担当した長沼六男（現在の飯田市にあたる下伊那郡上久堅村）と若松節朗監督によるトークライブを開催した。2014年（平成26年）6月には、長野県飯田長姫高等学校の第26回選抜高等学校野球大会優勝時（1954年）に撮影されたフィルムが堀秀麿支配人の自宅で偶然発見された。このフィルムは常盤劇場創設者の堀保麿が専門家に撮影を依頼したとされており、7月12日から17日に上映会を行った。2015年（平成27年）にはフィルムをDVD化して飯田市立中央図書館に寄贈した。2017年（平成29年）に『ぼくは明日、昨日のきみとデートする』（三木孝浩監督）を上映した際には、愛知県名古屋市から毎週訪れて1日2回見て帰る客もいたという。